# Campionati europei di tuffi 2017 - Trampolino 1 metro maschile
La gara dal trampolino 1m maschile ai Campionati europei di tuffi 2017 si è svolta il 14 giugno 2017 e vi hanno preso parte 31 atleti.

## Medaglie
| Posizione | Atleti           | Paese    |
| --------- | ---------------- | -------- |
| Oro       | Illya Kvasha     | Ucraina  |
| Argento   | Patrick Hausding | Germania |
| Bronzo    | Matthieu Rosset  | Francia  |

## Risultati
| Pos. | Atleti                  | Nazionalità   | Qualificazioni | Qualificazioni | Finale | Finale |
| Pos. | Atleti                  | Nazionalità   | Punti          | Pos.           | Punti  | Pos.   |
| ---- | ----------------------- | ------------- | -------------- | -------------- | ------ | ------ |
|      | Illya Kvasha            | Ucraina       | 403.25         | 2              | 431.75 | 1      |
|      | Patrick Hausding        | Germania      | 397.80         | 3              | 419.80 | 2      |
|      | Matthieu Rosset         | Francia       | 414.45         | 1              | 412.95 | 3      |
| 4    | Oleg Kolodiy            | Ucraina       | 373.80         | 5              | 391.10 | 4      |
| 5    | Giovanni Tocci          | Italia        | 386.70         | 4              | 376.95 | 5      |
| 6    | Guillaume Dutoit        | Svizzera      | 346.20         | 10             | 370.85 | 6      |
| 7    | Stephan Feck            | Germania      | 372.10         | 6              | 367.70 | 7      |
| 8    | Sergei Nazin            | Russia        | 346.30         | 9              | 367.45 | 8      |
| 9    | Andrzej Rzeszutek       | Polonia       | 356.20         | 8              | 351.95 | 9      |
| 10   | Mikita Tkachou          | Bielorussia   | 343.50         | 11             | 340.25 | 10     |
| 11   | Freddie Woodward        | Gran Bretagna | 359.05         | 7              | 330.20 | 11     |
| 12   | Tommaso Rinaldi         | Italia        | 335.45         | 12             | 316.45 | 12     |
| 13   | Jonathan Suckow         | Svizzera      | 332.85         | 13             |        |        |
| 14   | Constantin Blaha        | Austria       | 330.95         | 14             |        |        |
| 15   | Nicolás García Boissier | Spagna        | 325.75         | 15             |        |        |
| 16   | Joey Van Etten          | Paesi Bassi   | 322.65         | 16             |        |        |
| 17   | Kacper Lesiak           | Polonia       | 319.65         | 17             |        |        |
| 18   | Ilya Molchanov          | Russia        | 318.55         | 18             |        |        |
| 19   | Antoine Catel           | Francia       | 317.55         | 19             |        |        |
| 20   | Alberto Arévalo Alcón   | Spagna        | 307.55         | 20             |        |        |
| 21   | Fabian Brandl           | Austria       | 297.40         | 21             |        |        |
| 22   | Alexander Kostov        | Bulgaria      | 295.75         | 22             |        |        |
| 23   | Botond Bóta             | Ungheria      | 295.45         | 23             |        |        |
| 24   | Juho Junttila           | Finlandia     | 291.20         | 24             |        |        |
| 25   | Nikita Kozlovskis       | Lettonia      | 286.55         | 25             |        |        |
| 26   | Jack Ffrench            | Irlanda       | 281.80         | 26             |        |        |
| 27   | Ross Haslam             | Gran Bretagna | 277.35         | 27             |        |        |
| 28   | Dimitar Isaev           | Bulgaria      | 274.55         | 28             |        |        |
| 29   | Juraj Melsa             | Croazia       | 267.00         | 29             |        |        |
| 30   | Jouni Kallunki          | Finlandia     | 243.30         | 30             |        |        |
| 31   | Abel Ligart             | Ungheria      | 221.15         | 31             |        |        |